# 小窪哲也
小窪 哲也（こくぼ てつや、1985年4月12日 - ）は、奈良県北葛城郡當麻町（現：葛城市）出身の元プロ野球選手（内野手）、コーチ。右投右打。

## 経歴

### プロ入り前
野球を始める前は水泳をやっていたが、交友関係を広げるために當麻町立磐城小学校（現葛城市立磐城小学校）1年から「磐城デンジャーズ」で野球を始め「香芝ボーイズ」に移り、5年生で全国優勝。6年生では日本代表として世界大会に出場。當麻町立白鳳中学校（香芝ボーイズ中学部）では日本代表の4番・主将としてアジア大会に出場した。
PL学園では2003年第85回全国高等学校野球選手権大会に出場し、2回戦敗退ながら8打数6安打の活躍が評価され、第5回AAAアジア野球日本代表としてアジア大会銅メダルに貢献した。
青山学院大学では東都大学一部リーグで4度のベストナインに選ばれた。東都大学一部リーグの2005年春季リーグ戦から2006年春季リーグ戦まで大﨑雄太朗、高市俊、横川史学、円谷英俊などとともにリーグ戦3連覇を達成。2007年の春季リーグ戦では、打率.373で首位打者のタイトルを獲得。リーグ通算95試合出場、344打数93安打、打率.270、7本塁打、39打点。2005年第54回全日本大学野球選手権優勝、第34回日米大学野球日本代表、2006年第55回全日本大学野球選手権準優勝、2007年第36回日米大学野球選手権大会日本代表では主将を務め、アメリカ合衆国開催では初優勝となった。北京プレオリンピック野球日本代表にも1次登録されていた。
ポジションは、高校時は遊撃手、大学時は二塁手・遊撃手。
2007年11月19日、NPBの大学生・社会人ドラフト会議で、広島東洋カープに3巡目で指名された。11月23日、推定契約金7500万円、年俸1200万円で仮契約し、入団。入団会見では大学の先輩、高須洋介のような勝負強い選手になることを目標に掲げた。背番号についてはルーキー時「12という番号は投手っぽくてあまりピンと来ませんね。将来は1桁か25番がいいですね」と述べており、2010年からは4番に変更された。

### 広島時代
2008年、春季キャンプは一軍スタートが決まったが、キャンプ直前の自主トレ期間中に広島名産の生ガキを食べ過ぎて体調を崩し、練習を数日間休む。キャンプには問題無く参加したが、2月中頃には二軍に降格。そのまま開幕一軍を逃したが、ウエスタン・リーグでは2番に定着して好調を維持。4月26日に一軍初昇格、同日の対横浜ベイスターズ戦で8回に高橋建の代打としてプロ初出場し、送りバントを決めた。4月29日対読売ジャイアンツ戦で8番・遊撃手としてプロ入り初先発出場を果たし、2打席目で初安打を記録。3打席目で初打点を挙げた。5月4日の対横浜戦では寺原隼人から決勝適時打を打ち、初のお立ち台に立っている。この試合の解説を務めた大下剛史は、「今までのカープに足りなかった内野手が現れた」と評した。初昇格後は二軍に降格することなくシーズン最後まで一軍に残った。梵英心の不調もあって遊撃手を守ることが多かったが、二塁手や学生時代はほとんど守らなかった三塁手もこなすなど活躍した。
2009年、ベテラン石井琢朗が加入し、キャンプから遊撃手のポジションは激戦区となり、初の開幕一軍入りを果たす。ところが首脳陣から復活の期待が大きかった梵や安定した守備力のある石井の影に隠れ先発出場は少なく、代打でも結果を残せなかったこともありシーズン中盤には二軍落ちを経験する。8月には梵の二軍降格による入れ替え（この時小窪は由宇球場で二軍の試合に出場しており、突然の呼び出しで試合を早退した）により先発出場する機会が増え、打率は3割以上を保ち、2番を打つ試合が多くなる。終盤は相手先発投手の利き手にあわせて石井と併用された。最終的には前年と比べて出場機会は減る形となったが、打率や出塁率などは前年より向上した。一方で遊撃の守備では前年より出場試合が20試合以上も減ったにも拘らず、前年と同じ6失策を記録した。しかし、シーズン終盤になるとファインプレーを度々見せるなど課題の守備も向上した。
2010年、遊撃のポジションこそ梵に明け渡したが、ジャスティン・ヒューバーの不振から栗原健太が三塁から一塁に戻ったことで空いた三塁のレギュラーを任された。しかしシーズン序盤から打撃不振に陥り、守備でも打球の速い三塁の守備に苦戦し、63試合で10失策を記録した。調子が上がらないまま徐々に石井と併用され、また夏場には好調な岩本貴裕が一塁のレギュラーに定着したことで再び栗原の守備が三塁メインになったため、先発出場の機会をさらに失った。10月に台湾で開催された第17回IBAFインターコンチネンタルカップの日本代表に選ばれ主将を務めた。
2011年、開幕はベンチスタートであったが、6月に三塁手のチャド・トレーシーが離脱すると、石井と併用される形で三塁手として先発出場機会が与えられた。しかし、7月に球団が補強した新外国人ブライアン・バーデンが三塁に定着したことで再び控えとなり、9月には右指の故障でチームから離脱することとなった。打率や本塁打数は絶不調だった前年を上回ったが、出場試合数そのものは65試合と入団以来ワーストの数字となった。
2012年、開幕を一軍で迎えたが、この年は堂林翔太をシーズン通じて三塁手として起用するチーム方針もあり、なかなかアピールすることができなかった。6月下旬に打撃不振で登録抹消されると、代わりに昇格した菊池涼介が二塁手の先発に定着したこともあり、一軍に復帰することはできなかった。また、シーズン終盤の9月に肘を手術した。
2013年、開幕を初めて二軍で迎える。4月下旬に前田智徳が骨折、離脱したことで昇格。打力を首脳陣に期待されて、一塁手での先発やクリーンアップを任される試合もあったが、レギュラーを奪い返すまでの活躍はできず、6月に登録抹消。7月に再び一軍に昇格し、9月には三塁手の堂林が骨折したことにより出場機会が増加した。相手先発投手の左右によって木村昇吾と三塁手の先発を併用される形となった。小窪と木村は共に9 - 10月間の打率.340を記録し、球団は史上初のクライマックスシリーズ出場を果たした。また、クライマックスシリーズ第1ステージでは、代打で2点適時打を打ち、ファイナルステージ進出に貢献した。
2014年、2年ぶりに開幕を一軍で迎える。左投手対策の三塁手での先発のみならず、一塁手のブラッド・エルドレッドやキラ・カアイフエが不在の時には一塁手で先発出場するなど、ユーティリティープレイヤーとして活躍した。また代打打率.389（代打で30打席以上立った選手の中ではリーグトップ）、代打打点15（高橋由伸に次ぐリーグ2位）の数字を残し、代打の切り札として存在感を見せた。先発出場は36試合に留まったが、チームを支える活躍で一度も登録を抹消されることなくシーズンを終えた。
2015年、前年に続き代打の切り札として起用された。先発出場は6試合に留まったものの、代打では5月2日の東京ヤクルトスワローズ戦で自身初の満塁本塁打を打つなど、50打数19安打・打率.380と2年連続で高打率を残した。全体では打率.296、本塁打1、打点15、出塁率.419、OPS.785の成績を残した。10月16日に、シーズン中に取得していた国内フリーエージェント権を行使せずに残留することを表明した。
2016年、選手会長を梵から引き継いだ。シーズンでは前年同様代打を中心に出場したが、思うような成績を残すことができなかった。しかし、菊池と丸佳浩をチームリーダーに導くなど、チームのまとめ役として25年ぶりのリーグ優勝に貢献した。
2017年、チームとしてはリーグ連覇を成し遂げ、自身の選手会長就任期間の2年間でどちらもリーグ優勝を果たした。しかし自身としては出場試合数がプロ入り最少となる2012年に次ぐ26試合、打率もプロ入り最低となる.175になり満足できる成績を残すことができなかった。選手会長としての2年の任期を終え、後任として副会長であった會澤翼を指名した。
2018年出場試合数が2年連続プロ入り最少となる17試合に終わった。
2020年はわずか3試合の出場に終わり、現役続行を希望する本人と指導者を打診する球団が話し合った結果、11月5日に自由契約となったことが発表された。球団からの指導者打診を断った理由として、現役続行を希望していること以外に、広島にしか所属していなかったことから「視野を広げるためにも他球団で、もっといろんなことを経験してから指導者になりたいと思うようになった」と語っている。

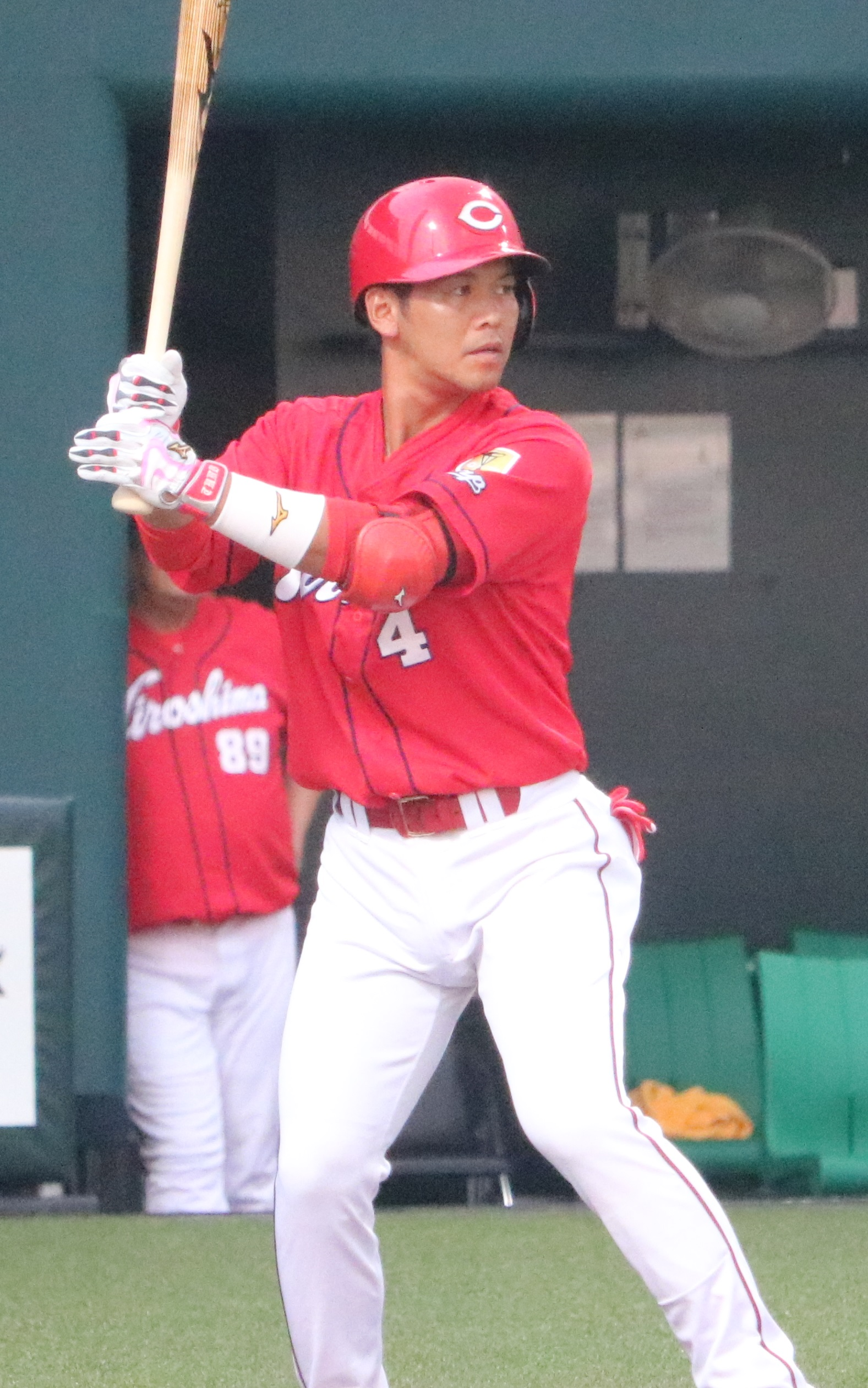
打席での小窪（2017年7月28日、ウエスタン・リーグにて）

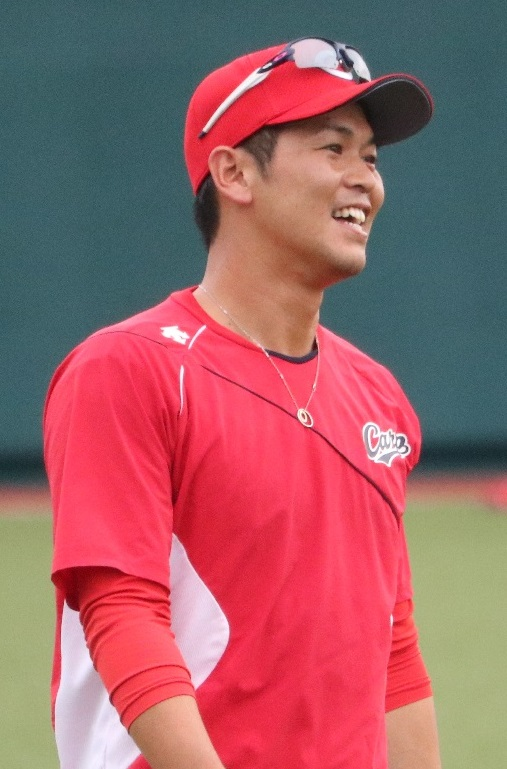
2017年6月21日、ウエスタン・リーグにて

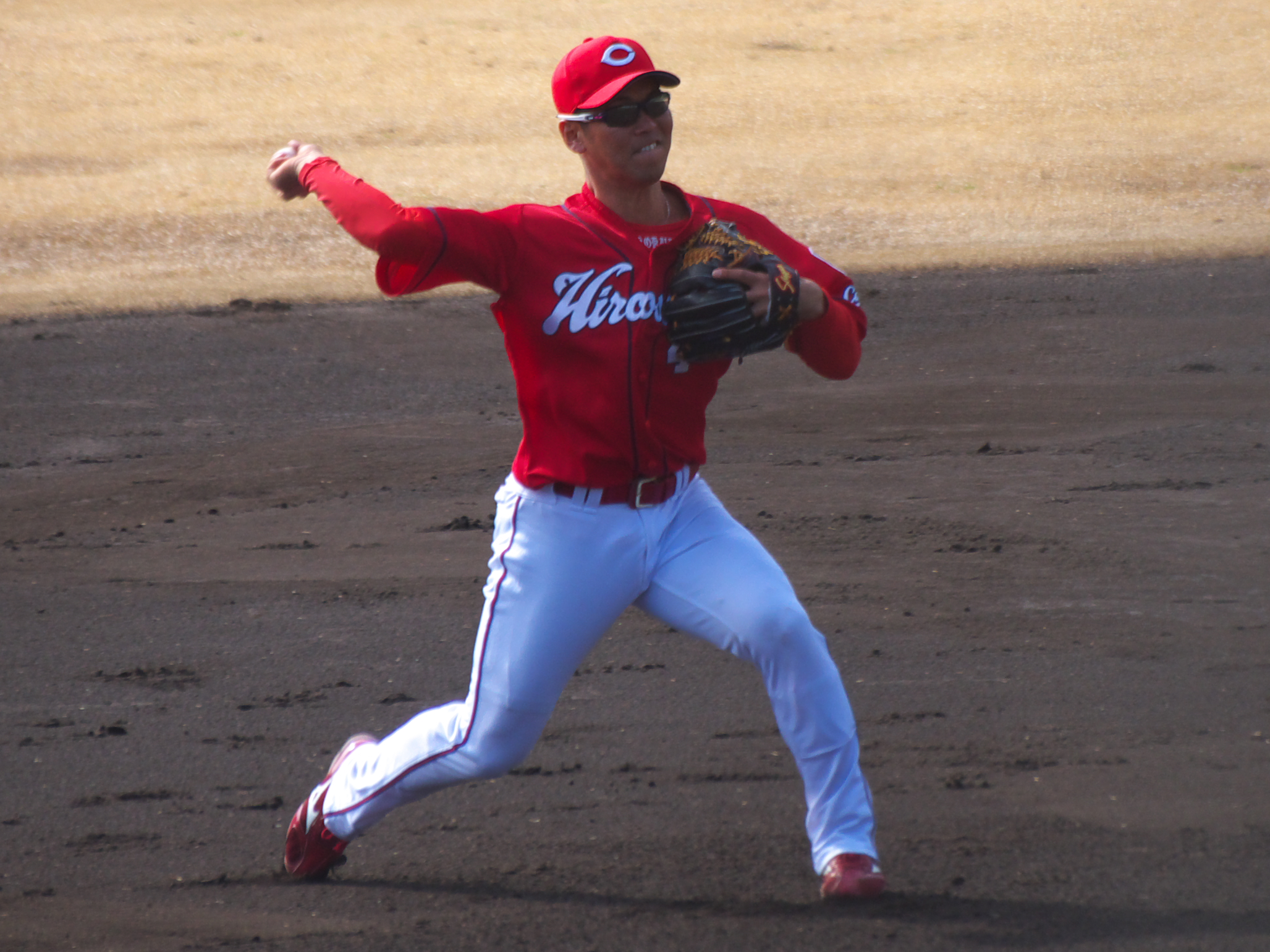
2018年2月18日、日南市天福球場にて

その後は他球団からの獲得オファーを待ち、元広島コーチの永田利則が監督を務めるMSH医療専門学校硬式野球部の練習に参加するなどトレーニングを続けた。

### KAL・熊本時代
2021年、小窪の近況を紹介する記事を見た九州アジアリーグの火の国サラマンダーズ球団代表・神田康範が小窪に連絡を取り、6月4日に同球団への入団が発表された。NPB復帰を目標としながらも、6月5日の入団会見では「死に物狂いでチームの勝利に貢献したい」「若い選手の手本になるよう、熊本も元気にできるように頑張る」と意気込んだ。翌6月6日の対大分B-リングス戦（リブワーク藤崎台球場）にて、代打でKAL公式戦初出場。約7か月ぶりの実戦ながら初打席で一塁への適時内野安打を打った。熊本の所属選手は小窪よりも若い選手ばかりながら積極的に交流を図り、技術的なアドバイスだけでなく試合中に集中力を切らさないための工夫など、NPBで積んできた経験を若い同僚選手に伝えた。8月までに18試合に出場し、打率.421、1本塁打、12打点、出塁率.500の成績を残した。

### ロッテ時代
2021年8月31日に千葉ロッテマリーンズと契約し、期限間際で目標としていたNPB復帰を果たした。推定年俸は500万円で、背番号は「36」。ロッテは同シーズン、井上晴哉のコンディション不良や鳥谷敬の不調などから代打が不足しており、監督の井口資仁は右の代打の補強として小窪を獲得したと説明している。二軍で多く打席に立たせた上で、一軍昇格時期を見定めていく方針とされていたが、9月9日に早々に一軍昇格を果たした。同日の対オリックス戦に「2番・一塁手」で先発出場し、7回に田嶋大樹から移籍後初安打となるソロ本塁打を放った。これにより、九州アジアリーグ所属歴のある選手ではNPB初出場、初安打、初得点、初打点、初本塁打を記録した選手となった。しかし、その本塁打以降は安打が生まれず、7試合の出場で打率.056、1本塁打、2打点の成績に終わり、10月29日に現役引退を表明した。

### 現役引退後
2021年11月11日、2022年からは古巣の広島東洋カープで一軍内野守備・走塁コーチを務めることが発表された。その後、2023年も同職を務め、2024年からは打撃コーチを担当する。

## 選手としての特徴・人物
しぶとく勝負強い打撃と内野全ポジションをこなすユーティリティー性が武器。
キャプテンシーに溢れる人柄で、小学校から大学まで全てのチームで主将を務め、各カテゴリーで日本代表メンバーとして国際大会に出場した。広島時代は選手会長として強いリーダーシップを発揮し、2016年からのリーグ3連覇に貢献した。
愛称は「テツ」・「ボボ」など。プロ入り時の監督だったマーティ・ブラウンが｢こくぼ｣と発音しにくく、「…クボ…クボ」と言って行く内に「ボボ」と呼ぶようになった。
幼少期は大阪近鉄バファローズのファンであった。
同郷で同学年の荻野貴司とは小学校時代にライバルチームの選手として知り合い、中学進学後から共通の友人を通して仲良くなった。荻野は当時の小窪を「奈良のスーパースターだった。そのころからプロに行く選手と思っていた」と振り返っている。なお、荻野とは大学4年時の日本代表チームで初めてチームメイトになり、その後はプロ入り後の2021年に荻野が在籍するロッテに移籍し、長い時を経て再びチームメートになった。

## 詳細情報

### 年度別打撃成績
| 年 度      | 球 団      | 試 合 | 打 席 | 打 数 | 得 点 | 安 打 | 二 塁 打 | 三 塁 打 | 本 塁 打 | 塁 打 | 打 点 | 盗 塁 | 盗 塁 死 | 犠 打 | 犠 飛 | 四 球 | 敬 遠 | 死 球 | 三 振 | 併 殺 打 | 打 率 | 出 塁 率 | 長 打 率 | O P S |
| ---------- | ---------- | ----- | ----- | ----- | ----- | ----- | -------- | -------- | -------- | ----- | ----- | ----- | -------- | ----- | ----- | ----- | ----- | ----- | ----- | -------- | ----- | -------- | -------- | ----- |
| 2008       | 広島       | 98    | 316   | 274   | 22    | 74    | 11       | 1        | 3        | 96    | 19    | 1     | 2        | 11    | 2     | 25    | 3     | 4     | 49    | 6        | .270  | .338     | .350     | .688  |
| 2009       | 広島       | 70    | 209   | 183   | 25    | 54    | 11       | 0        | 2        | 71    | 16    | 2     | 1        | 4     | 0     | 20    | 1     | 2     | 33    | 2        | .295  | .371     | .388     | .759  |
| 2010       | 広島       | 81    | 244   | 208   | 17    | 43    | 7        | 0        | 1        | 53    | 24    | 0     | 0        | 6     | 4     | 21    | 0     | 5     | 31    | 9        | .207  | .290     | .255     | .545  |
| 2011       | 広島       | 65    | 158   | 142   | 13    | 37    | 7        | 0        | 2        | 50    | 12    | 1     | 1        | 9     | 0     | 3     | 0     | 4     | 17    | 0        | .261  | .295     | .352     | .647  |
| 2012       | 広島       | 25    | 52    | 43    | 3     | 9     | 3        | 0        | 0        | 12    | 2     | 0     | 0        | 7     | 0     | 1     | 0     | 1     | 6     | 1        | .209  | .244     | .279     | .524  |
| 2013       | 広島       | 53    | 121   | 110   | 16    | 29    | 3        | 2        | 3        | 45    | 9     | 0     | 0        | 1     | 0     | 8     | 0     | 2     | 14    | 3        | .264  | .325     | .409     | .734  |
| 2014       | 広島       | 78    | 182   | 161   | 13    | 51    | 9        | 0        | 3        | 69    | 30    | 1     | 0        | 4     | 3     | 12    | 0     | 2     | 15    | 1        | .317  | .365     | .429     | .794  |
| 2015       | 広島       | 69    | 88    | 71    | 2     | 21    | 2        | 0        | 1        | 26    | 15    | 1     | 0        | 2     | 0     | 15    | 0     | 0     | 18    | 2        | .296  | .419     | .366     | .785  |
| 2016       | 広島       | 69    | 107   | 92    | 8     | 20    | 9        | 1        | 2        | 37    | 10    | 0     | 0        | 1     | 0     | 11    | 0     | 3     | 23    | 2        | .217  | .321     | .402     | .723  |
| 2017       | 広島       | 26    | 65    | 57    | 3     | 10    | 0        | 1        | 0        | 12    | 8     | 1     | 0        | 2     | 0     | 6     | 0     | 0     | 13    | 3        | .175  | .254     | .211     | .464  |
| 2018       | 広島       | 17    | 28    | 26    | 2     | 8     | 3        | 1        | 0        | 13    | 3     | 0     | 0        | 0     | 0     | 1     | 1     | 1     | 7     | 0        | .308  | .357     | .500     | .857  |
| 2019       | 広島       | 51    | 125   | 114   | 5     | 28    | 3        | 0        | 1        | 34    | 5     | 0     | 0        | 1     | 0     | 10    | 2     | 0     | 19    | 3        | .246  | .306     | .298     | .605  |
| 2020       | 広島       | 3     | 3     | 3     | 0     | 1     | 0        | 0        | 0        | 1     | 0     | 0     | 0        | 0     | 0     | 0     | 0     | 0     | 0     | 1        | .333  | .333     | .333     | .667  |
| 2021       | ロッテ     | 7     | 19    | 18    | 1     | 1     | 0        | 0        | 1        | 4     | 2     | 0     | 0        | 0     | 1     | 0     | 0     | 0     | 5     | 0        | .056  | .053     | .222     | .275  |
| 通算：14年 | 通算：14年 | 712   | 1717  | 1502  | 130   | 386   | 68       | 6        | 19       | 523   | 155   | 7     | 4        | 48    | 10    | 133   | 7     | 24    | 250   | 33       | .257  | .325     | .348     | .674  |

### 年度別守備成績
| 年 度 | 球 団  | 一塁  | 一塁  | 一塁  | 一塁  | 一塁  | 一塁     | 二塁  | 二塁  | 二塁  | 二塁  | 二塁  | 二塁     | 三塁  | 三塁  | 三塁  | 三塁  | 三塁  | 三塁     | 遊撃  | 遊撃  | 遊撃  | 遊撃  | 遊撃  | 遊撃     | 外野  | 外野  | 外野  | 外野  | 外野  | 外野     |
| 年 度 | 球 団  | 試 合 | 刺 殺 | 補 殺 | 失 策 | 併 殺 | 守 備 率 | 試 合 | 刺 殺 | 補 殺 | 失 策 | 併 殺 | 守 備 率 | 試 合 | 刺 殺 | 補 殺 | 失 策 | 併 殺 | 守 備 率 | 試 合 | 刺 殺 | 補 殺 | 失 策 | 併 殺 | 守 備 率 | 試 合 | 刺 殺 | 補 殺 | 失 策 | 併 殺 | 守 備 率 |
| ----- | ------ | ----- | ----- | ----- | ----- | ----- | -------- | ----- | ----- | ----- | ----- | ----- | -------- | ----- | ----- | ----- | ----- | ----- | -------- | ----- | ----- | ----- | ----- | ----- | -------- | ----- | ----- | ----- | ----- | ----- | -------- |
| 2008  | 広島   | -     | -     | -     | -     | -     | -        | 14    | 23    | 33    | 0     | 2     | 1.000    | 24    | 10    | 23    | 1     | 1     | .971     | 63    | 79    | 171   | 6     | 31    | .977     | -     | -     | -     | -     | -     | -        |
| 2009  | 広島   | -     | -     | -     | -     | -     | -        | 5     | 5     | 10    | 1     | 2     | .938     | 10    | 4     | 11    | 0     | 0     | 1.000    | 41    | 68    | 106   | 6     | 19    | .967     | 1     | 0     | 1     | 0     | 1     | 1.000    |
| 2010  | 広島   | -     | -     | -     | -     | -     | -        | 5     | 4     | 4     | 0     | 1     | 1.000    | 63    | 35    | 82    | 10    | 6     | .921     | -     | -     | -     | -     | -     | -        | -     | -     | -     | -     | -     | -        |
| 2011  | 広島   | -     | -     | -     | -     | -     | -        | 8     | 12    | 9     | 0     | 1     | 1.000    | 35    | 15    | 41    | 3     | 4     | .949     | 9     | 9     | 7     | 1     | 3     | .941     | -     | -     | -     | -     | -     | -        |
| 2012  | 広島   | -     | -     | -     | -     | -     | -        | 16    | 26    | 29    | 5     | 9     | .917     | 1     | 1     | 0     | 0     | 0     | 1.000    | 1     | 1     | 1     | 0     | 1     | 1.000    | -     | -     | -     | -     | -     | -        |
| 2013  | 広島   | 5     | 20    | 1     | 0     | 3     | 1.000    | 12    | 15    | 15    | 0     | 4     | 1.000    | 21    | 7     | 21    | 1     | 2     | .966     | 4     | 4     | 7     | 1     | 3     | .917     | -     | -     | -     | -     | -     | -        |
| 2014  | 広島   | 12    | 58    | 2     | 0     | 6     | 1.000    | 2     | 1     | 1     | 0     | 1     | 1.000    | 41    | 14    | 47    | 3     | 5     | .953     | 1     | 0     | 3     | 0     | 1     | 1.000    | -     | -     | -     | -     | -     | -        |
| 2015  | 広島   | 3     | 14    | 1     | 1     | 1     | .938     | 1     | 0     | 0     | 0     | 0     | ----     | 7     | 5     | 7     | 0     | 0     | 1.000    | -     | -     | -     | -     | -     | -        | -     | -     | -     | -     | -     | -        |
| 2016  | 広島   | 11    | 14    | 1     | 0     | 1     | 1.000    | 2     | 3     | 0     | 0     | 0     | 1.000    | 18    | 9     | 23    | 0     | 3     | 1.000    | -     | -     | -     | -     | -     | -        | -     | -     | -     | -     | -     | -        |
| 2017  | 広島   | 1     | 2     | 0     | 0     | 0     | 1.000    | 3     | 3     | 6     | 0     | 1     | 1.000    | 19    | 9     | 26    | 0     | 4     | 1.000    | -     | -     | -     | -     | -     | -        | -     | -     | -     | -     | -     | -        |
| 2018  | 広島   | -     | -     | -     | -     | -     | -        | 4     | 1     | 1     | 0     | 1     | 1.000    | 7     | 1     | 6     | 1     | 1     | .875     | -     | -     | -     | -     | -     | -        | -     | -     | -     | -     | -     | -        |
| 2019  | 広島   | 4     | 5     | 0     | 0     | 1     | 1.000    | 1     | 2     | 3     | 0     | 1     | 1.000    | 42    | 21    | 40    | 2     | 6     | .968     | -     | -     | -     | -     | -     | -        | -     | -     | -     | -     | -     | -        |
| 2020  | 広島   | 1     | 1     | 0     | 0     | 1     | 1.000    | -     | -     | -     | -     | -     | -        | -     | -     | -     | -     | -     | -        | -     | -     | -     | -     | -     | -        | -     | -     | -     | -     | -     | -        |
| 2021  | ロッテ | 4     | 36    | 1     | 0     | 3     | 1.000    | -     | -     | -     | -     | -     | -        | 1     | 0     | 0     | 0     | 0     | ----     | -     | -     | -     | -     | -     | -        | -     | -     | -     | -     | -     | -        |
| 通算  | 通算   | 41    | 150   | 6     | 1     | 16    | .994     | 73    | 95    | 111   | 6     | 23    | .972     | 289   | 131   | 327   | 21    | 32    | .956     | 119   | 161   | 295   | 14    | 58    | .970     | 1     | 0     | 1     | 0     | 1     | 1.000    |

### 記録
初記録
- 初出場：2008年4月26日、対横浜ベイスターズ5回戦（横浜スタジアム）、8回表に高橋建の代打で出場
- 初打席：同上、8回表にマットホワイトから捕手前犠打
- 初先発出場：2008年4月29日、対読売ジャイアンツ4回戦（東京ドーム）、8番・遊撃手で先発出場
- 初安打：同上、5回表にセス・グライシンガーから左中間二塁打
- 初打点：同上、7回表にセス・グライシンガーから右前適時打
- 初盗塁：2008年5月4日、対横浜ベイスターズ8回戦（広島市民球場）、8回裏に三盗（投手：寺原隼人、捕手：鶴岡一成）
- 初本塁打：2008年6月7日、対オリックス・バファローズ4回戦（広島市民球場）、2回裏に中山慎也から左越ソロ

### 九州アジアリーグでの打撃成績
| 年 度     | 球 団     | 試 合 | 打 席 | 打 数 | 得 点 | 安 打 | 二 塁 打 | 三 塁 打 | 本 塁 打 | 塁 打 | 打 点 | 盗 塁 | 犠 打 | 犠 飛 | 四 球 | 死 球 | 三 振 | 併 殺 打 | 打 率 | 出 塁 率 | 長 打 率 | O P S |
| --------- | --------- | ----- | ----- | ----- | ----- | ----- | -------- | -------- | -------- | ----- | ----- | ----- | ----- | ----- | ----- | ----- | ----- | -------- | ----- | -------- | -------- | ----- |
| 2021      | 熊本      | 18    | 68    | 57    | 13    | 24    | 3        | 1        | 1        | 32    | 12    | 0     | 0     | 1     | 10    | 0     | 4     | 1        | .421  | .500     | .561     | 1.061 |
| 通算：1年 | 通算：1年 | 18    | 68    | 57    | 13    | 24    | 3        | 1        | 1        | 32    | 12    | 0     | 0     | 1     | 10    | 0     | 4     | 1        | .421  | .500     | .561     | 1.061 |

### 背番号
- 12（2008年 - 2009年）
- 4（2010年 - 2020年）
- 19（2021年 - 同年8月30日）
- 36（2021年8月31日 - 同年終了）
- 89（2022年 - ）

### 登場曲
- 「がんばれよ」TEE（2012年）
- 「キング オブ 男!」関ジャニ∞（2014年 - 2015年）
- 「風に吹かれて」エレファントカシマシ（2016年）
- 「努努-ゆめゆめ-」ONE OK ROCK（2017年 - 2021年）